# Кузюкова, Ольга Валерьевна
О́льга Вале́рьевна Кузюкова (27 сентября 1985, Рубцовск) — российская лыжница, участница Олимпийских игр 2014. Мастер спорта России. Чемпионка России (2013, спринт, классический стиль). Серебряный (скиатлон, 15 км) и бронзовый (свободный стиль, 10 км) призёр чемпионата России (2013).
В эстафете на Олимпийских играх в Сочи заняла 6 место.
Окончила школу 11 (Рубцовск), Барнаульский государственный педагогический университет, Алтайский государственный аграрный университет.